# Academia.edu
Academia.edu е организирана около споделянето на авторски текстове академична онлайн социална мрежа.
Няма ограничения върху езика и формата, а каченото в Academia съдържание е свободно достъпно за прочит. За качване и сваляне на текстове е нужна регистрация, получаване на която е без ограничения. Регистрираните потребители могат да се сързват помежду си, да следят и претърсват съобразно интересите си намиращото се в сайта на мрежата. Към началото на 2024 г. в Academia.edu има над 255 милиона регистрации и над 48 милиона статии.
Платформата стартира през 2008 г., но името от образователния домайн .edu е запазено от 1999 г., когато не е било задължително собственикът да е образователна институция.